# Carlo Antonio Grue

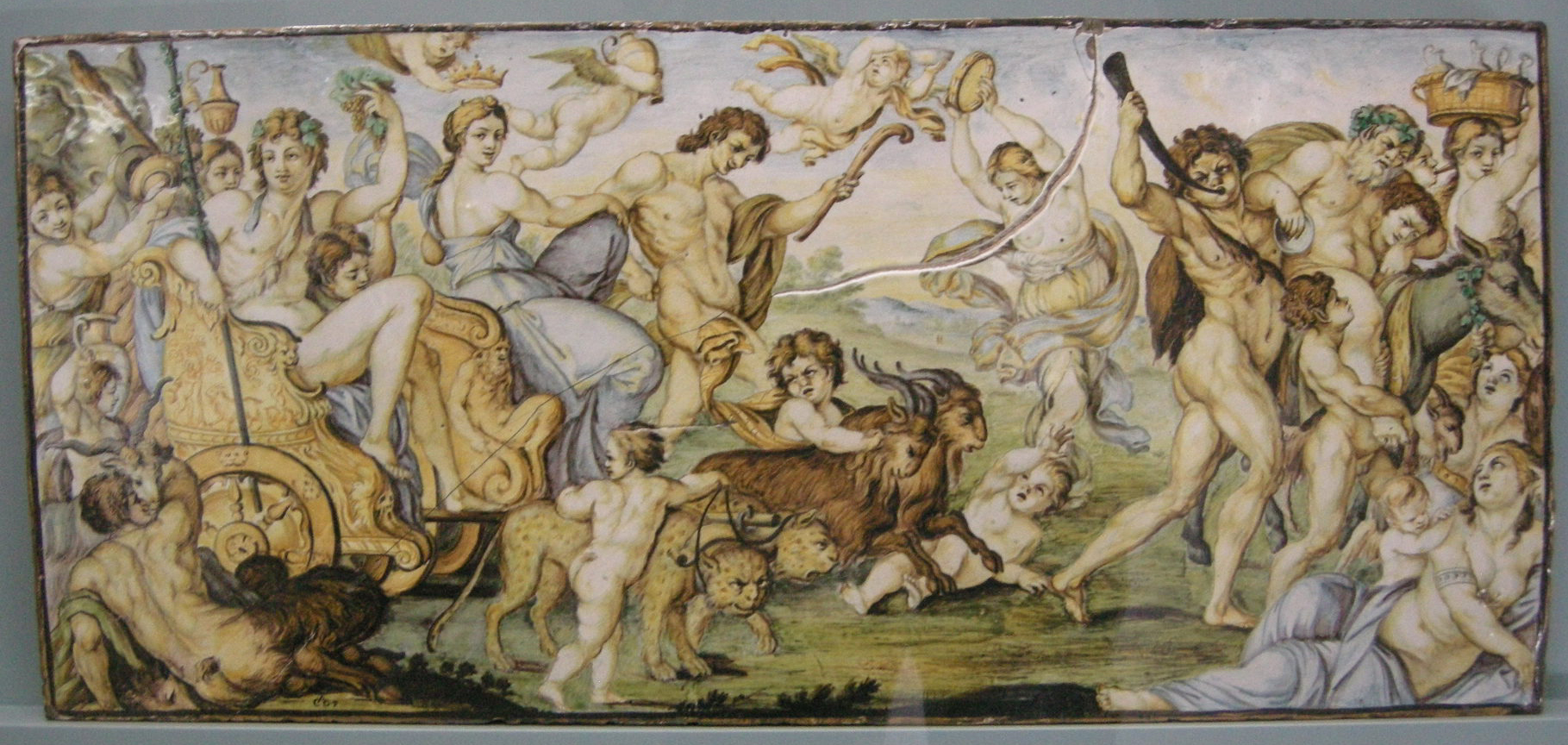
Carlo Antonio Grue, placca con Trionfo di Bacco e Arianna, 1685-1690, Milano, Castello Sforzesco

Carlo Antonio Grue (Castelli, 20 agosto 1655 – Castelli, 1723) è stato un ceramista italiano. Considerato il più grande pittore barocco su maiolica.

## Biografia
Conosciuto anche come Carlantonio Grue, era uno dei tre figli maschi di Francesco Grue e di Cecilia Nicolini (1634-1661) e raccolse l'eredità artistica della famiglia Grue che aveva una nota bottega di ceramiche. Carlo Antonio sposò, a maggio 1685, Ippolita di Geronimo Pompei - discendente da un'altra dinastia di maiolicari di Castelli e morta nel 1692 - da cui ebbe tre figli: Francesco Antonio Saverio Grue nel 1686, Cecilia nel 1688 e Anastasio nel 1691. Si risposò nel 1696 con Orsola Virgilii, dalla quale ebbe Aurelio Anselmo Grue nel 1699, Isidoro nel 1701 e Liborio nel 1702. Tutti i suoi figli maschi - tranne Isidoro che si fece prete - esercitarono l'arte della maiolica, tradizione di famiglia. Come attestano i documenti d’archivio Aurelio Anselmo ereditò ufficialmente la bottega paterna e fu considerato il suo più brillante erede artistico. Carlo Antonio Grue ebbe a bottega anche suo nipote Candeloro Cappelletti e Carmine Gentili.

### Scene, colori, paesaggi
Da incisioni, tratte da dipinti di noti pittori, tra cui i Carracci, Pietro da Cortona e Antonio Tempesta, Carlo Antonio Grue ricavò un ricco repertorio di scene e di paesaggi. Dilatò la tavolozza degli smalti - utilizzando tinte morbide e delicate e varie tonalità di bruno - e variò anche la scelta dei soggetti, per soddisfare le richieste di un ceto medio, emergente e colto e di una piccola nobiltà, sempre più esigente. Produsse vasi, piatti e mattonelle, con scene tratte da celebri dipinti sei-settecenteschi.

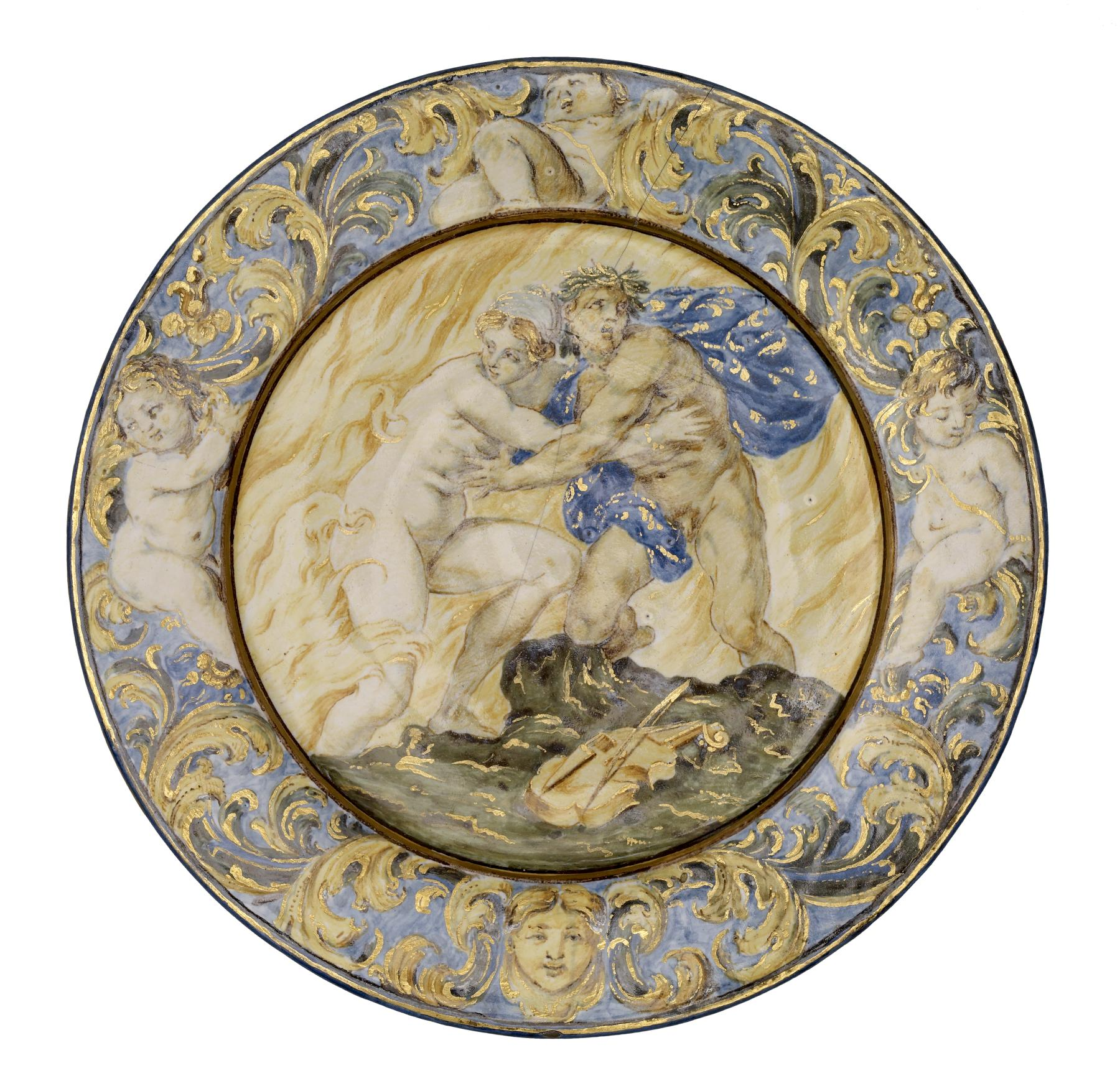
Carlo Antonio e Aurelio Anselmo Grue, piatto con Orfeo ed Euridice, 1720 ca, Baltimora, Walters Art Museum

Il paesaggio interpretato da Carlo Antonio Grue si conformava a quello idealizzato ai suoi tempi. La natura, in posizione preminente rispetto all'uomo, era vista in un'ottica bucolica: si popolava di pastori e di pastorelle, di animali al pascolo, di scene di vita campestre tra rovine romane.
Oltre a piatti e a catini, di varia dimensione, egli realizzò anche contenitori per il latte, il vino e per l'olio, inoltre fiasche da pellegrino, per conservare acqua fresca durante il lavoro dei campi.
Carlo Antonio Grue conobbe Francesco Solimena, per cui realizzò nel 1695 un servizio di tazzine, e Francesco Bedeschini, architetto e incisore abruzzese che gli fornì disegni, di gusto tardo barocco, per le tese dei piatti: putti festanti fra ghirlande di fiori e festoni di foglie, elementi architettonici, mascheroni, tutti elementi decorativi che Carlo Antonio utilizzò come contorno a scene sacre o bucoliche, con cui decorava il cavetto del piatto oppure la parte centrale dei vasi da farmacia.

### Sue opere
Il piatto con Allegoria della maternità, al Museo di San Martino, è databile 1680-1690: al centro è dipinta una pastorella con il bambino dormiente in grembo e intorno il gregge; sulla tesa sono dipinti putti con fiori, su un fondo giallo puntinato. Le ombreggiature sfumate sono evidenziate da bagliori d'oro, dato a terzo fuoco. Una alzata con coperchio, con Ercole nel giardino delle Esperidi, è al Museo del Castello Sforzesco.
Un piattino è al Museo di Palazzo Venezia, a Roma; una mattonella con Sacra Famiglia con San Giovannino è nella collezione Acerbo, alla Galleria delle antiche ceramiche abruzzesi di Loreto Aprutino, dove si conserva anche un rinfrescatoio con le Storie di David e di Assalonne. Un servizio di tazzine, contenuto in una scatola con fregi dorati e lo stemma dei Colonna, è al Museo civico d'arte antica di Torino. Altre sue ceramiche sono al Museo internazionale delle ceramiche in Faenza.